# Économie des Pyrénées

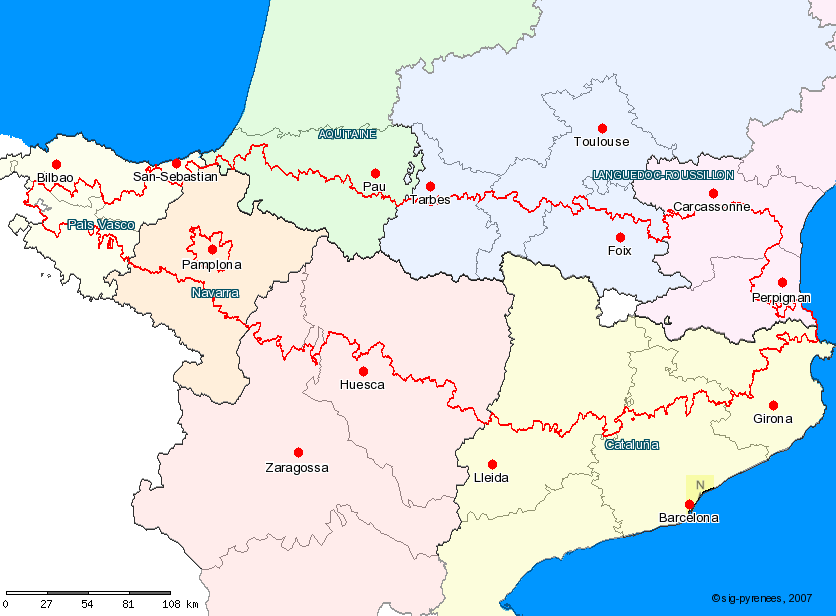
Contour en rouge du massif des Pyrénées d'après la loi Montagne française.

L'économie des Pyrénées, ou économie pyrénéenne ou encore économie du massif pyrénéen, est l'activité économique se situant dans la zone massif des Pyrénées (voir Géographie des Pyrénées).
C'est historiquement une zone montagnarde éloignée des pouvoirs centraux, donc fonctionnant en auto-gestion, avec des régionalismes forts.

## Définition actuelle
En France, le contour du massif est dressé d'après la loi Montagne datée du 9 janvier 1985 puis par décret ministériel de 2004 : le massif pyrénéen est constitué par « chaque zone de montagne et les zones qui lui sont immédiatement contiguës et qui forment avec elle une même entité géographique, économique et sociale » (Article 5L no 85-30). C'est une unité d'aménagement de l'espace et de programmation. La zone ainsi esquissée recoupe partiellement 3 régions que sont l'Aquitaine, Midi-Pyrénées et Languedoc-Roussillon, donc partiellement 6 départements que sont les Pyrénées-Atlantiques (sur 40 %), les Hautes-Pyrénées (sur 70 %), la Haute-Garonne (sur 20 %), l'Ariège (sur plus de 70 %), l'Aude (sur 40 %) et les Pyrénées-Orientales (sur 70 %). La zone économique de montagne y concerne en totalité 18176 km2.
En Espagne, il n'existe pas de loi similaire, la zone d'économie montagnarde peut être extrapolée à partir des critères de la loi montagne française appliquée au versant espagnol. La zone définie est alors plus complexe (voir carte), ainsi il en ressort que la province de d'Alava et de Biscaye à l'ouest sont incluses dans le massif, cela signifie que la zone des montagnes basques est rattachée économiquement et humainement à la zone des Pyrénées (ceci recoupe l'extension géologique des Pyrénées mais pas l'extension que l'on entend au sens usuel). D'autre part, la zone de Pampelune n'est pas considérée dans les Pyrénées économiquement car il s'agit d'une zone urbaine à trop forte densité et activité économique différente pour être considérée comme zone de montagne. La zone espagnole ainsi esquissée recoupe 4 communautés autonomes que sont le Pays basque, la Navarre, l'Aragon et la Catalogne, dont 9 provinces que sont l'Alava, la Biscaye, le Guipuscoa, la Navarre, la province de Saragosse, celle de Huesca, de Lleida, la Barcelone et Gérone.
L'Andorre est bien entendue conçue entièrement dans la zone de montagne, même s'il s'agit d'une économie particulière, puisque celle d'un pays tout entier où l'on doit tenir compte notamment de la politique fiscale avantageuse.

## Histoire
L'économie a été longtemps celle d'une économie de subsistance où chaque village produisait pratiquement ce qu'il consommait, le surplus étant vendu sur les places de marché dans les communes ou villes environnantes. Le relief montagneux engendrant des espaces fermés, des difficultés d'accès, l'éloignement des centres urbains ou des pouvoirs centraux fait que l'on vivait en auto-gestion, au sens économique, politique et social. Des accords de passages, de pacages et d'échanges existaient entre les deux versants des Pyrénées comme les lies et passeries (exemple : traité de Vesiau) ou encore les traités de Bonne Correspondance, ils visaient aussi une plus grande autonomie dans leur dépendance aux couronnes de France et d'Espagne (exemples : Andorre, Quérimonia), et ne furent pas remis en cause même pendant les guerres entre les deux pays (exemple : Serment du plan d'Arrem).
Au XIXe siècle et XXe siècle, l'économie se transforme progressivement, passant d'un secteur primaire largement dominant et basé sur les activités agro-pastorales, à une activité de services où le tourisme prend une place prépondérante. Les activités industrielles telles que la métallurgie ou l'hydro-électricité, tout comme l'extraction minière, connaissent un pic au XIXe siècle et au début du XXe siècle avant de régresser.

### Ressources minières
Les Pyrénées comptent de nombreux gisements miniers exploités depuis l'Antiquité. Tout d'abord l'or est exploité par les Gaulois puis les Romains, soit par orpaillage dans les cours d'eau, soit en surface dans des petits gisements, principalement dans ce qui est aujourd'hui l'Ariège et les Pyrénées-Orientales,. Le minerai de fer est lui exploité à Batère, Rancié. Au XVIIe siècle la mine de Puymorens se développe avec la méthode de la forge catalane qui permet d'obtenir du fer de qualité à partir du minerai.  Le XIXe siècle voit une accélération de l'activité minière dans toute la chaine. L'or est exploité à Glorianes (Pyrénées-Orientales), plomb et zinc au Bentaillou, à Bulard et Montoulieu (Ariège), à Pale de Raze (Haute-Garonne), ainsi qu'au Fourcail côté espagnol, cuivre et argent à Alzen (Ariège), zinc à Anglas et Arre (Pyrénées-Atlantiques). Dans les années 1970 et 1980 c'est le tungstène qui est exploité dans les mine de Salau (Ariège). Toutes ces exploitations sont abandonnées avant la fin du XXe siècle.
Au XIXe siècle commence l'exploitation du gisement de talc de Trimouns, associé à l'usine de traitement du minerai à Luzenac (Ariège), toujours en activité au XXIe siècle et le plus grand du monde (10% de la production mondiale).
Le marbre est une spécialité reconnue des Pyrénées. Aux alentours des XVIIIe et XIXe siècles plus de 120 exploitations et types de marbres sont recensés dans toute la chaîne. Les marbres les plus recherchés (Campan, Sarrancolin) sont utilisés par Louis XIV pour construire le château de Versailles. Les marbreries pyrénéennes connaissent leur apogée au XIXe siècle pendant la période haussmannienne. Ensuite, c'est un lent déclin. Au XXIe siècle seuls quatre sites sont encore exploités. Les marbres de prestige se vendent principalement en Asie et au Proche-Orient.

### Tourisme

Les Pyrénées de Rosa Bonheur
Muletiers espagnols traversent les Pyrénées, 1857 Collection privée, Vente 2007
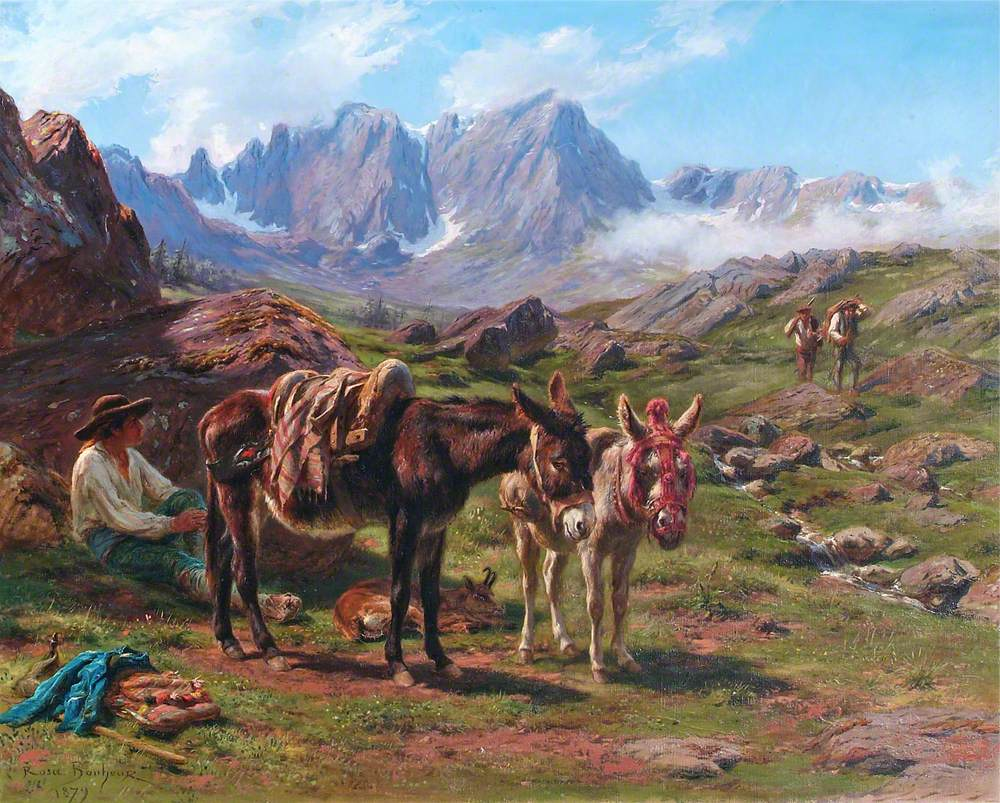
Les Pyrénées, 1879 Aberdeen Art Gallery
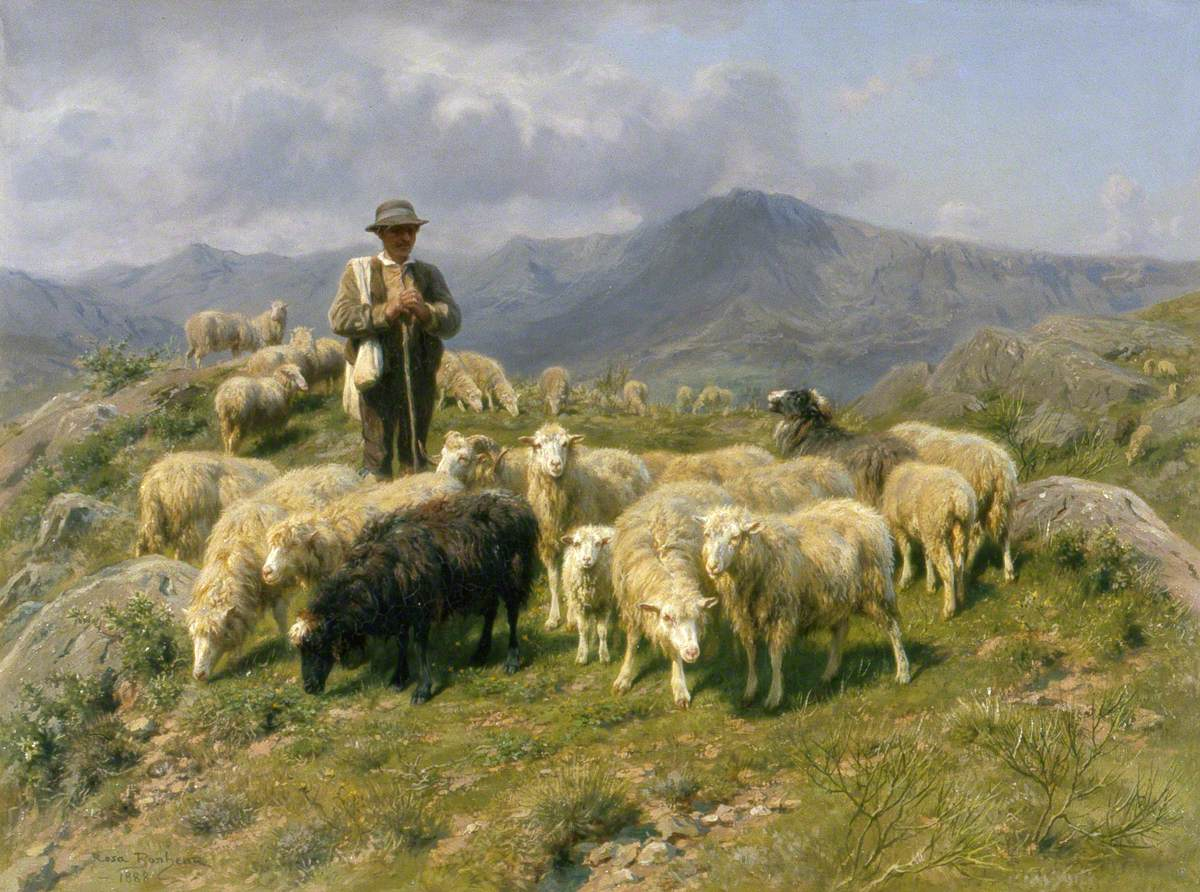
Berger des Pyrénées, 1888 Musée et galerie d'art de Brighton

## Répartition par secteur
En 2006, les statistiques concernant la répartition socio-professionnelle (côté français) étaient les suivantes :
- Agriculteurs exploitants : 6,5 % (11617 personnes)
- Artisans, commerçants et chefs d'entreprises : 10 % (17738 personnes)
- Cadres et professions intellectuelles : 8 % (11113 personnes)
- Professions intermédiaires : 21 % (30678 personnes)
- Employés : 30,5 % (49573 personnes)
- Ouvriers : 24 % (40497)

Sur la période 1999-2006, le nombre d'emplois baisse dans l'agriculture (-9 %) et l'industrie (-6 %) mais augmente dans tous les autres secteurs comme le commerce (+12 %), les services (+15 %) et surtout la construction (+26 %).

### Primaire

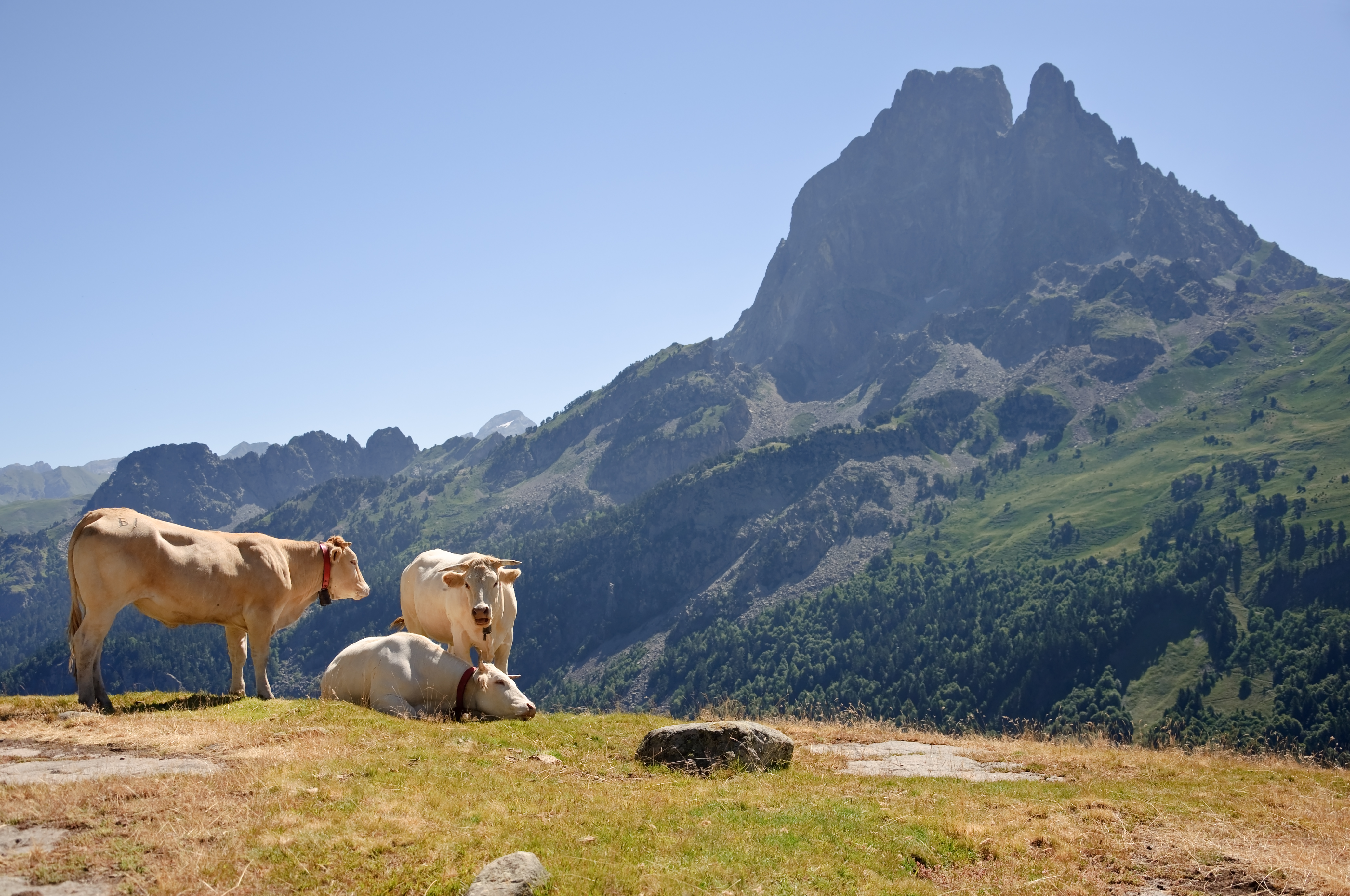
Blondes d'Aquitaine en estive vers le pic du Midi d'Ossau.

Le secteur primaire reste fort dans cette région peu propice à une grande urbanisation : on note une grande activité pastorale en altitude, les estives couvrant 575 000 ha., soit près d'un tiers de la surface du massif. En 2006, on compte 567 communes pastorales, 339 groupes pastoraux pour un total de plus de 80000 bovins transhumants.
Côté agriculture, le versant méditerranéen est propice à la culture de la vigne (massif des Corbières) ; les nombreux cours d'eau autorisent à l'étage collinéen et dans les plaines l'irrigation de vergers et de champs agricoles. On note aussi la présence d'une filière bois. Le nombre d'exploitants agricoles est en plein recul avec une perte d'un tiers des exploitants rien qu'entre 1990 et 2000 alors que dans le même temps les surfaces agricoles augmentent mais avec de fortes disparités : la culture des céréales et les labours reculent au profit de l'élevage, de la viticulture et de la culture des fruits et légumes.
Les nombreux gisements miniers exploités depuis l'Antiquité ne le sont plus, les mines de fer de Batère étant les dernières à fermer en 1999. Aujourd'hui persistent les activités de carrière, notamment pour le granulat, ainsi que l'extraction de marbres de prestige à Sarrancolin et Beyrède (connu pour avoir été utilisé au château de Versailles), du marbre vert d'Estours à Seix et de marbre de construction à Saint-Béat.

### Secondaire
Le secteur secondaire fut très développé durant le XXe siècle, avec des évolutions contrastées actuellement : l'industrie lourde tend à reculer tandis que les activités artisanales (avec plus de 334 activités différentes) se maintiennent, voire progressent.
La Société hydroélectrique du Midi (SHEM) exploite des centrales hydroélectriques dans plusieurs vallées des Pyrénées françaises équipées de barrages (dans les départements des Pyrénées-Atlantiques, Hautes-Pyrénées et Pyrénées-Orientales).
En 2008 côté français, on décompte 27744 entreprises non agricoles dont 8,8 % dans l'industrie, 16,4 % dans la construction, le reste étant dans le tertiaire avec 20,8 % dans le commerce et 54 % dans le service. On décompte en 2009 11518 entreprises artisanales.

### Tertiaire
Le secteur tertiaire est en fort développement grâce à l'essor du tourisme, été comme hiver. Le tourisme occupe ainsi une part importante dans l'économie actuelle du massif : outre les stations de sports d'hiver, on note un nombre important de stations thermales et d'hôtelleries. La haute et moyenne montagne attire les randonneurs pour ses paysages et son aspect sauvage, tandis que le piémont est plus visité pour les lieux chargés d'histoire (chemins de Saint-Jacques de Compostelle, sentiers d'appellation cathare) ou pour les pèlerinages (Lourdes).
En 2008 côté français, on dénombre 455 hôtels pour un total de 24614 chambres (dont plus de la moitié pour la seule ville de Lourdes), 403 campings pour un total de 41025 emplacements (dont plus d'un tiers rien que pour la commune d'Argelès-sur-Mer), une quarantaine de stations de ski, 23 stations thermales, et 41 refuges de haute-montagne.

### Population active et inactive
En 2006 côté français, on compte 21,5 % d'inactifs dont 26 % d'étudiants et 38 % de retraités. Si la part d'étudiants et en baisse (-7,9 % sur 7 ans), la part des retraités bondit (+13,4 % sur 7 ans). Une part de ces derniers sont issus dans la vie active d'autres zones géographiques et viennent dans les Pyrénées chercher un autre cadre de vie.